# Austromegalomus
Austromegalomus is een geslacht van insecten uit de familie van de bruine gaasvliegen (Hemerobiidae), die tot de orde netvleugeligen (Neuroptera) behoort.

## Soorten
Deze lijst is mogelijk niet compleet.
- A. brunneus Esben-Petersen, 1935
- A. insulanus Oswald, 1988